# 亮叶月季
亮叶月季中國植物誌中的亮葉月季，为蔷薇科蔷薇属下的一个种。

## 扩展阅读
維基物種上的相關：亮叶月季